# Odelló de Real
Odelló de Real, o Odelló de Querramat, o de Capcir (oficialment en francès Odeillo), és un petit poble del terme comunal de Real (o Ral), a la comarca del Capcir, de la Catalunya del Nord.
Està situat a 1.510 m d'altitud, a la dreta de l'Aude, on comença l'Embassament de Puigbalador.

## Etimologia
En un llarg article del seu Onomasticon Cataloniae, Joan Coromines defineix a bastament el topònim Odelló. Descarta, en primer lloc, un origen en el nom propi llatí Otus o Otilius; tot i que podria ser més versemblant, també descarta l'origen en un nom propi germànic, Odilone. Coromines es decanta per un origen preromànic, basc o bascoide, a partir de l'ètim basc ote (argelaga), o els seus derivats, com othalur (landes, terra inculta), o ote-aielo-on (argelaga-argelaga-bo, amb tautologia de dos sinònims, que indica pluralitat, abundor), o ote-ili-on (argelaga-poble-bo: el bon poble de l'argelagar), o fins i tot ote-alu-on (el bon poble de la brolla rica d'aigua).
El mateix Coromines explica Querramat com a penyal boscós, de quer (roca, penyal), del cèltic karr, amb el mateix significat, i del derivat, ja romànic, ramat, com a plural de rama, en al·lusió a l'abundor d'arbres en aquell lloc.

## Història
Originalment el poble rebé el nom d'Odelló de Querramat (escrit antigament Caramat o Cheramat), una denominació que sembla procedent etimològicament dels mots Quer (pedra) i Ramat (brancam o arbre) i que faria referència a un turó Caramat ja documentat el 908. En alguns documents antics hom s'hi refereix com villula o casula: villula de Caramat c. 908, casula de Cherramad 1087, Carramat 1308, locus de Carramato 1353 (Ponsich, Rep. Top. 134). Segons sembla es tractava d'un caseriu al veïnat d'un penyal cobert d'arbusts i de ramatge. El penyal de Querramat devia ser també prop del poblet d'Odelló, en el terme de Real, al qual hom es refereix com «vilarunculum ... Odelonem de chero ramatum» en una butlla de Sergi IV del 1011 (GrGeogrComCat. XV, 245b).
Amb la forma Odelonem de Cheroramatum surt en un document del 1011, quan Guifré II de Cerdanya feu donació del lloc a l'abadia de Sant Miquel de Cuixà, pertinença ratificada en una acta del 1204. A final del segle xiii s'indica que el senyoriu del lloc recau en el titular del castell de Puigbalador, Bernat Squillat, fill d'un notari de Vilafranca de Conflent.
El poble no tingué mai una gran ocupació i, potser a conseqüència de les epidèmies de pesta del 1347-1350 i del segle xv, s'anà despoblant progressivament. Al fogatge del 1515 només s'hi recull un "foc" o família en la mateixa època que Ral en tenia 7.
El lloc va ser possessió de la família i hereus de Banyuls de Montferrer el 1500 i encara el 1687. El 1793 (durant la Revolució francesa) Odelló va ser fusionat amb el poble de Ral, i la comuna resultant rebé el nom de Realet-Odeillo fins al 1801. El 1837 és esmentada com a Real et Odeillo i el nom encara és emprat en l'actualitat.